# Muriceides chamaeleon
Muriceides chamaeleon is een zachte koraalsoort uit de familie Plexauridae. De koraalsoort komt uit het geslacht Muriceides. Muriceides chamaeleon werd in 1887 voor het eerst wetenschappelijk beschreven door von Koch. 